# Beauvoir (Biloxi, Mississipi)
A propriedade Beauvoir, construída em Biloxi, Mississippi, ao longo do Golfo do México, foi a casa do ex-presidente dos Estados Confederados da América, Jefferson Davis, no pós-guerra (1876-1889). O Serviço de Parques Nacionais designou a casa e a plantação como um Marco Histórico Nacional em 1974. 
Samuel Dorsey, um fazendeiro estadunidense, comprou a propriedade em 1873. Após a morte de Dorsey em 1875, sua viúva, Sarah Dorsey, soube que Davis estava enfrentando dificuldades. Dorsey convidou Davis para visitar a plantação, oferecendo-lhe uma casa perto da casa principal, onde ele poderia morar e trabalhar em suas memórias. Davis aceitou a proposta e acabou morando lá o resto de sua vida com sua esposa, Varina Davis, e sua filha mais nova, Varina Anne Davis (conhecida como "Winnie"). 
Doente com câncer em 1878, Dorsey refez seu testamento, entregando Beauvoir a Jefferson Davis e tornando Winnie a legatária residual, herdando após a morte de seu pai. Os três Davis viveram em Beauvoir até a morte de Jefferson Davis em 1889. Varina e Winnie mudaram-se para Nova York em 1891. 
Após a morte de Winnie em 1898, Varina Davis herdou a plantação. Davis vendeu-o em 1902 para a Divisão do Mississippi dos Filhos dos Veteranos Confederados com a estipulação de que fosse usado como lar para veteranos do Exército dos Estados Confederados e, mais tarde, como um memorial para seu marido. Um quartel foi construído nas proximidades, e a propriedade foi usada como tal até 1957, com a morte do último veterano confederado no Mississippi. Nessa época, a casa principal foi adaptada para se tornar uma casa-museu.  Em 1998, uma biblioteca foi construída e inaugurada no local. 
Beauvoir sobreviveu ao furacão Camille em 1969. A casa principal e a biblioteca foram severamente danificadas, e outras dependências foram destruídas durante o Furacão Katrina em 29 de agosto de 2005.  A casa foi restaurada e reaberta para visitação enquanto as obras da biblioteca continuavam.

## Descrição
O nome "Beauvoir" significa "bonito de se ver". Quando Davis morava lá, Beauvoir consistia em aproximadamente 608 acre(s)s (2,5 km2).  Cedros, carvalhos e magnólias cercavam a casa, que antigamente tinha um laranjal atrás dela.  A casa fica de frente para o Golfo do México, e musgo espanhol está pendurado em muitas das grandes árvores antigas da propriedade. Oyster Bayou, um obstáculo de água doce e pântano de cabeceira de baía que antes era conectado diretamente ao Mississippi Sound, atravessa a propriedade atrás da casa principal de oeste para leste. Este corpo de água é alimentado por nascentes artesianas naturais no local.  A parte nordeste da propriedade é o local de uma floresta primitiva de madeira de lei pré-urbana com um ambiente semelhante ao que existia na área durante os anos 1800.
Hoje, o local tem aproximadamente 52 acre(s)s (21 ha) em tamanho). Ele está localizado do outro lado da rodovia US Highway 90, em frente à praia de Biloxi. O complexo agora consiste em uma residência de verão no estilo chalé da Louisiana, um jardim botânico, uma antiga casa de veteranos confederados, uma loja de presentes moderna, um Museu do Soldado Confederado, a Biblioteca e Museu Presidencial Jefferson Davis, vários edifícios anexos e um cemitério confederado histórico, que inclui o Túmulo do Soldado Confederado Desconhecido. Cinco dos sete edifícios foram destruídos pelo furacão Katrina, e réplicas estão sendo planejadas. Propostas atuais  prevê restaurar Oyster Bayou ao seu estado ambiental original, embora esta área tenha sofrido grandes danos pelo furacão Katrina.

## História

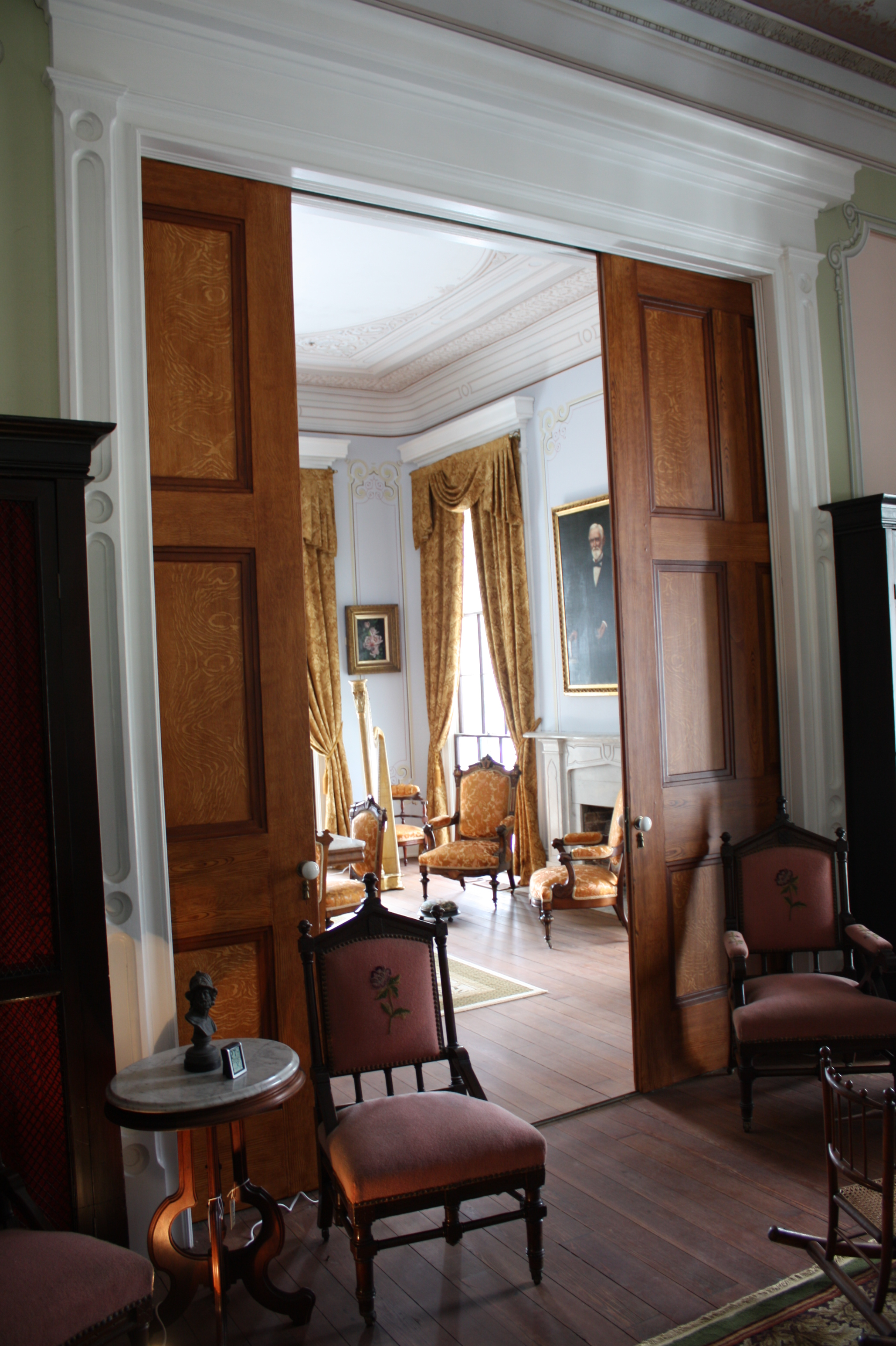
Vista da sala dos fundos para a sala da frente em fevereiro de 2010.

Beauvoir foi construída por James Brown, um fazendeiro e empresário, em 1848 e concluída em 1852. Em 1873 a propriedade foi vendida para Frank Johnston e logo depois para Samuel e Sarah Anne Ellis Dorsey.  Eles operavam a plantação para cultivar algodão. Sarah Dorsey foi uma romancista e historiadora que escreveu uma biografia do governador da Louisiana durante a guerra, Henry Watkins Allen. Foi considerado um exemplo proeminente da literatura da Causa Perdida.  Nascida e criada em Natchez, Mississippi, ela fazia parte da proeminente família Percy no Sul. Depois que seu marido, que era mais velho, morreu em 1875, a viúva Dorsey passou a viver na casa principal com seu meio-irmão Mortimer Dahlgren.
Em 1876, ao ouvir sobre as dificuldades financeiras e pessoais de Jefferson Davis, Dorsey convidou Davis para ficar em Beauvoir. Ela disponibilizou-lhe uma casa de campo e ajudou-o a escrever as suas memórias, The Rise and Fall of the Confederate Government (1881) (A Ascenção e Queda do Governo Confederado), organizando-o, tomando ditados e encorajando-o. 
Davis aceitou o convite de Dorsey e mudou-se para a casa de campo hoje conhecida como Pavilhão da Biblioteca, no terreno da plantação, em 1877. Mais tarde, sua esposa Varina se juntou a ele.
Davis decidiu comprar a propriedade em 1879 por US$ 5.500 (~US$152.491 em 2023), a serem pagos em três parcelas. Em 1878, Dorsey reescreveu seu testamento, pois sabia que estava morrendo; ela legou a plantação para Davis e sua filha. Dorsey morreu em 1879. 
Davis e Varina se mudaram para a casa principal com sua filha mais nova, Winnie. Ela era solteira, pois eles se recusaram a deixá-la se casar com um membro da família de um abolicionista ianque. Davis viveu na casa até sua morte em dezembro de 1889.  Varina Davis permaneceu na propriedade enquanto escrevia seu livro Jefferson Davis: A Memoir (1890) (Jefferson Davis: Uma Memória). Ela e sua filha Winnie se mudaram para Nova York em 1892. 
Dorsey havia previsto que, após a morte de Davis, Beauvoir ficaria com sua filha. Após sua morte em 1898, a propriedade foi herdada por Varina Howell Davis. Em 1902, ela vendeu grande parte da propriedade para a Divisão do Mississippi dos Filhos dos Veteranos Confederados (SCV) para ser usada como lar para veteranos e viúvas confederados e, mais tarde, como um memorial para seu marido. O SCV construiu uma dúzia de quartéis, um hospital e uma capela atrás da casa principal. De 1903 a 1957, aproximadamente 2.500 veteranos e suas famílias viveram na casa. Muitos veteranos foram enterrados em um cemitério na propriedade. 
Em 1941, a casa principal foi aberta ao público.  Por fim, um Museu Confederado foi inaugurado no local. Nas décadas seguintes, uma Galeria Jefferson Davis, uma loja de presentes, o Túmulo do Soldado Confederado Desconhecido e a Biblioteca e Museu Presidencial Jefferson Davis foram estabelecidos no local.
Em 1969, a casa sobreviveu ao furacão Camille. Necessitou de alguns reparos e restauração após a inundação. 
Em 1998, a Divisão do Mississippi dos Filhos dos Veteranos Confederados inaugurou a Biblioteca Presidencial Jefferson Davis. Contém a biblioteca pessoal e os papéis de Jefferson Davis, uma exposição biográfica e um teatro e sala de aula. 

### Furacão Katrina

#### Avaliação de danos
Em 29 de agosto de 2005, o edifício principal foi severamente danificado, perdendo suas galerias (varandas) recentemente reformadas e uma parte do telhado, mas não foi destruído pelo furacão Katrina, que atingiu de frente a área de Biloxi-Gulfport. O Clarion-Ledger relatou em 31 de agosto que Beauvoir foi "praticamente demolida", exagerando os danos. A tempestade destruiu o Hayes Cottage, o Pavilhão da Biblioteca, uma réplica do quartel, o Museu Confederado e a casa do diretor. A tempestade destruiu o primeiro andar da Biblioteca Presidencial Davis. Aproximadamente em torno de 40% da coleção foi perdida. 
Embora os extensos danos causados pelo furacão Katrina tenham exigido um grande projeto de restauração para Beauvoir, a publicidade fez com que fotos detalhadas do edifício feitas pelo governo dos EUA se tornassem amplamente disponíveis, revelando alguns detalhes arquitetônicos e parte da estrutura interna da construção original.
Na entrada de Beauvoir, acima da porta e da janela do lado esquerdo,uma moldura dentada aparece ao longo do lintel da porta e da janela. A construção interna do edifício também é revelada, vista em áreas expostas da estrutura, como os pilares de tijolos vermelhos do porão ou as armações de madeira das paredes, com treliças de madeira apoiando o revestimento externo de gesso. A estrutura externa de Beauvoir era protegida por seis lareiras que cercavam o núcleo da casa. Das seis lareiras de tijolos que reforçavam as paredes externas, apenas uma das seis chaminés do telhado desabou durante o furacão. Cinco das seis lareiras mantiveram integridade estrutural suficiente para impedir que as paredes do edifício caíssem enquanto estivessem submersas.
Na ala oeste dos fundos do Beauvoir, atrás de uma árvore no jardim da frente, as janelas verdes contra tempestades sobreviveram aos destroços flutuantes que destruíram a entrada. As venezianas protegeram os painéis de vidro apesar da tempestade de 8 metros que submergiu a área. Seções inteiras da casa de Beauvoir permaneceram intactas para preservar muitos dos detalhes originais da construção e janelas (como visto nos trechos da fotografia, à direita).

#### Restauração – edifícios
Como milhares de casas no Mississippi foram danificadas ou destruídas durante o furacão Katrina, as obras de construção foram desviadas para todas as áreas de desastre do estado. A restauração de Beauvoir avançou lentamente. No entanto, como é um marco histórico nacional dos EUA, os funcionários da Agência Federal de Gestão de Emergências (FEMA) aprovaram o apoio federal para a reparação e reconstrução do complexo Beauvoir. 
Com assistência financeira e contribuições individuais de várias organizações federais, estaduais e privadas, a restauração da Mansão Beauvoir começou no início de 2006. Em 3 de junho de 2008, no 200º aniversário de Jefferson Davis, a Mansão Beauvoir foi totalmente restaurada e reaberta para visitas públicas.  A mansão foi restaurada à sua condição original quando Jefferson e Varina Davis moravam lá.

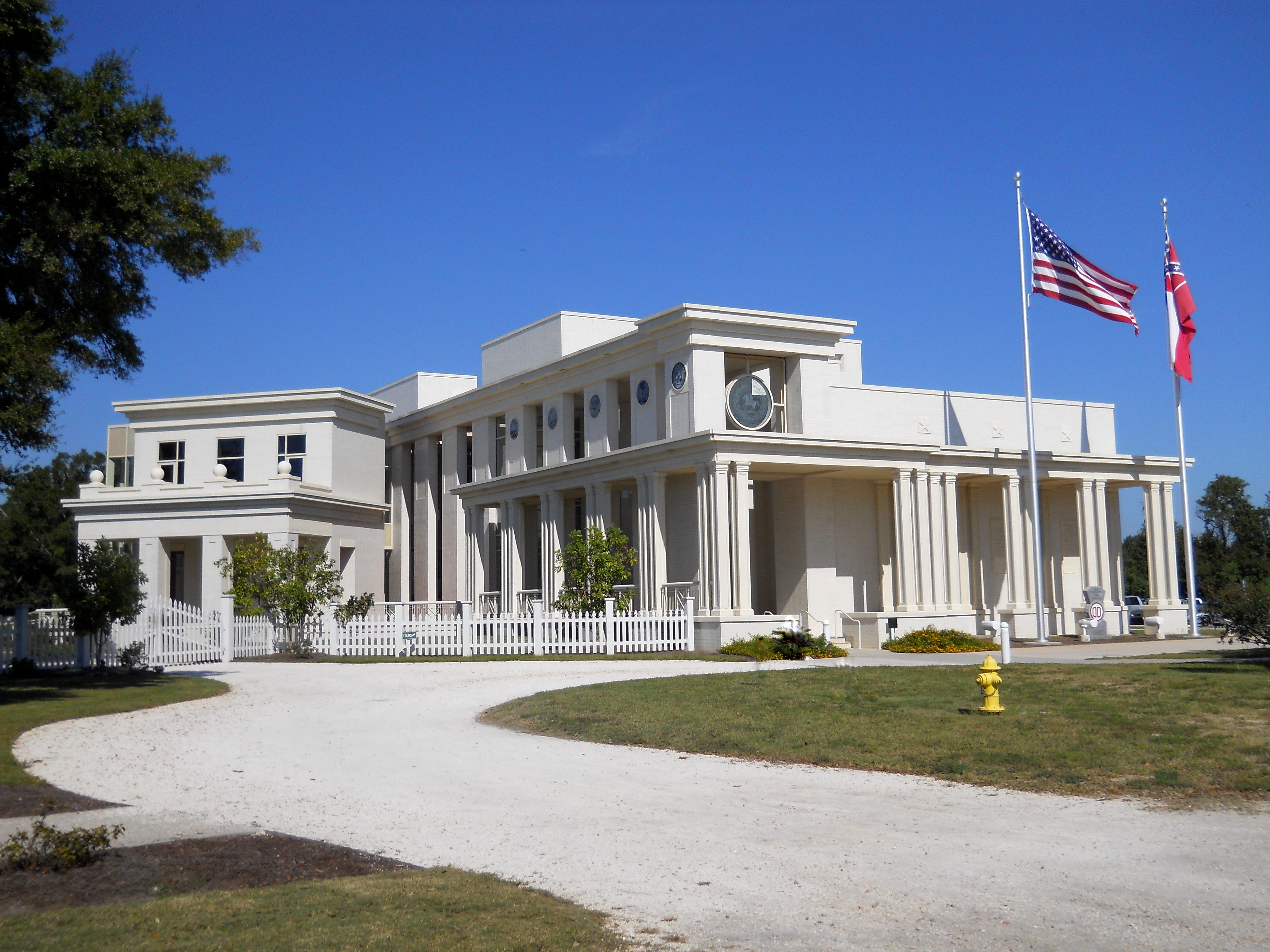
Biblioteca e Museu Presidencial Jefferson Davis em 2014

No inverno de 2009, a biblioteca de Davis e a casa de Hayes foram reconstruídas e abertas para visitas públicas.
A Biblioteca e Museu Presidencial Jefferson Davis foi inaugurada em junho de 2013.  Muitos artefatos foram recuperados e restaurados ou reparados após os danos causados pelo furacão Katrina.
Além da Biblioteca Presidencial, a cozinha histórica atrás da mansão Beauvoir foi reconstruída.
O financiamento para a renovação incluiu US$ 17,2 milhões de fontes estaduais e federais. 

#### Restauração – coleções
Estima-se que cerca de 60% das coleções sejam recuperáveis. Antes do Katrina, a Biblioteca Presidencial Jefferson Davis mantinha uma coleção de 12.000 livros sobre história dos Estados Unidos, história do sul e história da Guerra Civil Americana . A biblioteca também mantinha coleções de fotografias, cartas pessoais, manuscritos, envelopes, cartões postais, recortes de jornais, registros de organizações de herança confederada, como os Veteranos Confederados Unidos e os Filhos dos Veteranos Confederados, e registros da casa dos veteranos que antes ficava no local. A maioria desses registros sobreviveu, exceto aqueles em exposição nos dois museus.
Voluntários civis e a Guarda Nacional do Exército do Mississippi ajudaram no salvamento. Infelizmente, a sala que armazenava grande parte das porcelanas e artefatos chineses autênticos ficava ao lado da loja de presentes, com réplicas dos originais. Ambas as salas foram destruídas, então vasculhar os escombros e identificar as relíquias genuínas foi muito difícil.

## Atualmente
Beauvoir é de propriedade e operada pela Divisão do Mississippi dos Filhos dos Veteranos Confederados. A revista Smithsonian relatou em 2018 que o museu comunica a perspectiva da Causa Perdida, incluindo a caracterização da escravidão como uma instituição positiva e um fator menor na Guerra Civil.  Ele também informa que o Estado do Mississippi concede uma doação anual de US$100,000 (~US$119,533 em 2023) para manutenção. 

### Atividades
Antes da destruição causada pelo Furacão Katrina, os eventos anuais incluíam a Peregrinação da Primavera em março, o Dia da Memória Confederada em abril, o Encontro de Outono em outubro e o Natal à Luz de Velas em dezembro. A partir de 2018, o Fall Muster é descrito como o "destaque" do calendário. 
Os visitantes do local assistiram a um filme biográfico sobre a vida de Jefferson Davis, narrado por um ator que interpretava o amigo de longa data de Davis, o senador de Iowa George Wallace Jones .

## Designações
A casa e os jardins estão listados no Registro Nacional de Lugares Históricos. Beauvoir também foi designada como Marco Histórico Nacional e Marco Histórico do Mississippi.

## Links externos
- Site oficial de Beauvoir
- «Sistema de Informação de Nomes Geográficos: Beauvoir Jefferson Davis Home». Geographic Names Information System (em inglês) Consultado em 27 de maio de 2025.
- Beauvoir Confederate Cemetery at Find a Grave
- Unknown Confederate Soldier (em inglês) no Find a Grave [fonte confiável?]
- New York Times: "No Mississippi, a história é agora um trabalho de salvamento" – (8 de setembro de 2005) .
- CNN: "Katrina revela um pouco de história no Mississippi" – (28 de agosto de 2010) .